# Oberzentrum
Ein Oberzentrum (in der Schweiz Hauptzentrum genannt) bezeichnet in der Raumordnung und Wirtschaftsgeografie einen zentralen Ort (Hauptort) der höchsten Stufe; lediglich in Bayern wurden 2018 zwei höhere Stufen eingeführt, Metropole und Regionalzentrum.
Liegt ein Oberzentrum außerhalb einer Metropolregion, kann es auch als Regiopole bezeichnet werden.

## Deutschland
Definiert werden die Oberzentren und übrigen zentralen Orte in den – je nach Bundesland unterschiedlichen – Plänen und Programmen der Landes- und Regionalplanung. Oberzentren sind in der Regel umgeben von mehreren Mittelzentren, die wiederum für Unterzentren von Bedeutung sind. Neben dem Grundbedarf und dem periodischen Bedarf kann in Oberzentren auch der spezifische Bedarf gedeckt werden. Das umfasst neben dem Infrastruktur- und Dienstleistungsangebot der Unter- und Mittelzentren insbesondere:
- besondere Warenhäuser
- Spezialgeschäfte
- Fachkliniken
- Theater
- Museen
- Fachhoch- und Hochschulen
- Regionalbehörden

Die genaue Funktionsausstattung von Oberzentren wird von Bundesland zu Bundesland unterschiedlich definiert, auch gibt es in manchen Bundesländern Abstufungen. So gibt es Oberzentren höchster Stufe und niedrigerer Stufe. Auch gibt es Mittelzentren mit oberzentraler (Teil-)Funktion, die nur über einen Teil der geforderten Ausstattung und Angebote verfügen. Mittelzentren mit Teilfunktionen eines Oberzentrums haben damit ausgewählte oberzentrale Einrichtungen für einen größeren Verflechtungsbereich bedarfsgerecht bereitzustellen. Zugleich haben sie die Versorgungsaufgaben von zentralen Orten mittlerer und unterer Stufe zu erfüllen und sollen über ein entsprechendes Angebot an Einrichtungen verfügen. Daneben gibt es auch Doppelzentren und Städteverbünde, die nur in gegenseitiger Funktionsergänzung den Anforderungen eines Oberzentrums gerecht werden. Zurzeit ist laut jeweiliger Landesplanung die größte Stadt der Bundesrepublik, die weder selber Oberzentrum, noch Bestandteil eines Oberzentrums ist, das in Nordrhein-Westfalen liegende Gelsenkirchen mit circa 260.000 Einwohnern.
| Oberzentren: - Freiburg im Breisgau - Friedrichshafen–Ravensburg–Weingarten (Oberzentren in Funktionsergänzung) - Heidelberg - Heilbronn - Karlsruhe - Konstanz - Lörrach–Weil am Rhein (Doppelzentrum) - Mannheim (Doppelzentrum mit Ludwigshafen in Rheinland-Pfalz) - Offenburg - Pforzheim - Stuttgart - Tübingen–Reutlingen (Doppelzentrum) - Ulm (Doppelzentrum mit Neu-Ulm in Bayern) - Villingen-Schwenningen Mittelzentren mit Teilfunktion eines Oberzentrums: - Baden-Baden Die Region Ostwürttemberg ist die einzige Region Baden-Württembergs ohne ausgewiesenes Oberzentrum. Hier teilen sich die Mittelzentren Aalen, Ellwangen (Jagst), Heidenheim an der Brenz und Schwäbisch Gmünd die Funktion eines Oberzentrums. Oberzentren: - Berlin - Brandenburg an der Havel - Cottbus - Frankfurt (Oder) - Potsdam Oberzentren: - Bremen - Bremerhaven Oberzentrum: - Hamburg - Hamburg-Harburg (für die Region Cuxhaven–Stade–Lüneburg) Oberzentren: - Darmstadt - Frankfurt am Main - Fulda - Gießen - Hanau - Kassel - Marburg - Offenbach am Main - Wetzlar - Wiesbaden (Doppelzentrum mit Mainz in Rheinland-Pfalz) Mittelzentren mit Teilfunktion eines Oberzentrums: - Bad Hersfeld - Friedberg (Hessen)–Bad Nauheim - Limburg an der Lahn (Doppelzentrum mit Diez in Rheinland-Pfalz) - Rüsselsheim am Main Oberzentren: - Neubrandenburg - Rostock (Regiopole) - Schwerin - Stralsund–Greifswald (gemeinsames Oberzentrum) Mittelzentren (Stadtverbünde) mit Teilfunktion eines Oberzentrums: - Güstrow – Krakow am See – Teterow - Neustrelitz – Waren (Müritz) – Röbel/Müritz - Parchim – Ludwigslust – Hagenow - Pasewalk – Torgelow – Ueckermünde - Wismar Oberzentren: - Celle - Göttingen - Hannover - Hildesheim - Lüneburg - Oldenburg - Osnabrück - Salzgitter–Braunschweig–Wolfsburg (oberzentraler Verbund mit dem Mittelzentrum Wolfenbüttel) - Wilhelmshaven Mittelzentren mit Teilfunktion eines Oberzentrums: - Delmenhorst - Emden - Hameln - Langenhagen - Lingen (Ems) - Nordhorn - Bad Harzburg–Clausthal-Zellerfeld–Goslar–Seesen (mittelzentraler Verbund mit oberzentralen Teilfunktionen) |  | Oberzentren: - Aachen - Bielefeld - Bochum - Bonn - Dortmund - Düsseldorf - Duisburg - Essen - Hagen - Köln - Krefeld - Mönchengladbach - Münster - Paderborn - Siegen - Wuppertal Oberzentren: - Kaiserslautern - Koblenz - Ludwigshafen (Doppelzentrum mit Mannheim in Baden-Württemberg) - Mainz (Doppelzentrum mit Wiesbaden in Hessen) - Trier Mittelzentren mit Teilfunktion eines Oberzentrums: - Bad Kreuznach - Diez (Doppelzentrum mit Limburg an der Lahn in Hessen) - Landau in der Pfalz - Speyer - Worms - Zweibrücken (Doppelzentrum mit Homburg im Saarland) Oberzentrum: - Saarbrücken Mittelzentrum mit Teilfunktion eines Oberzentrums: - Homburg (Doppelzentrum mit Zweibrücken in Rheinland-Pfalz) Oberzentren: - Chemnitz - Dresden - Görlitz–Bautzen–Hoyerswerda (Oberzentraler Städteverbund in Funktionsergänzung) - Leipzig - Plauen - Zwickau Oberzentren: - Dessau-Roßlau - Halle (Saale) - Magdeburg Mittelzentren mit Teilfunktion eines Oberzentrums: - Halberstadt - Stendal Oberzentren: - Flensburg - Kiel - Lübeck - Neumünster Oberzentren: - Eisenach - Erfurt - Gera - Jena - Nordhausen - Südthüringen (funktionsteilig Suhl, Zella-Mehlis, Schleusingen, Oberhof, Meiningen und Schmalkalden) Mittelzentren mit Teilfunktion eines Oberzentrums: - Altenburg - Gotha - Mühlhausen/Thüringen - Weimar - Städteverbund Saalfeld, Rudolstadt und Bad Blankenburg (Städteverbund „Städtedreieck am Saalebogen“) |

## Österreich
In der österreichischen Raumordnung gibt es keine einheitliche Systematik hinsichtlich einer Einstufung in Ober-, Mittel- und Unterzentren, da die Länder unterschiedliche Ansätze in der Landesplanung verfolgen.
In der österreichischen Geografie ist das System der Zentralen Orte bekannt, die Nomenklatur hinsichtlich Ober-, Mittel- und Unterzentren ist jedoch ebenfalls nicht verbreitet. 

Als Bundeshauptstadt gehört Wien der höchsten zentralörtlichen Stufe 8 an. Die Landeshauptstädte gehören entweder der Stufe 7 (Ballungszentren – voll ausgestattet) oder 6 (Überregionale Zentren – nicht voll ausgestattet) an. Weitere Überregionale Zentren (sog. Viertelshauptstädte) sind der Stufe 5 zugeordnet und unterscheiden sich von der Stufe 6 nur insofern, als sie keine Landeshauptstädte sind. Mittelzentren haben die ZO-Stufe 4 (voll ausgestattet) oder 3 (nicht voll ausgestattet).
| Oberzentrum der Stufe 8 - Bundeshauptstadt Wien Oberzentren der Stufe 7 - Graz, Steiermark - Linz, Oberösterreich - Salzburg, Land Salzburg - Innsbruck, Tirol - Klagenfurt, Kärnten | Oberzentren der Stufe 6 - Sankt Pölten, Niederösterreich - Bregenz, Vorarlberg - Eisenstadt, Burgenland Oberzentren der Stufe 5 - Krems, Niederösterreich - Wiener Neustadt, Niederösterreich - Wels, Oberösterreich - Steyr, Oberösterreich - Leoben, Steiermark - Villach, Kärnten - Dornbirn, Vorarlberg - Feldkirch, Vorarlberg |

## Schweiz
Diese Städte entsprechen den im Raumkonzept Schweiz des Bundesamtes für Raumentwicklung (ARE) dargestellten Hauptzentren (der Ausdruck Oberzentrum ist in der Schweiz nicht besonders geläufig).
- Basel (Nordwestschweiz)
- Bern
- Genf
- Lausanne
- Lugano (Tessin)
- Luzern (Innerschweiz)
- St. Gallen (Ostschweiz)
- Winterthur
- Zürich